# Uronzuur

glucose (voor oxidatie)

De β-D vorm van glucuronzuur (na oxidatie).

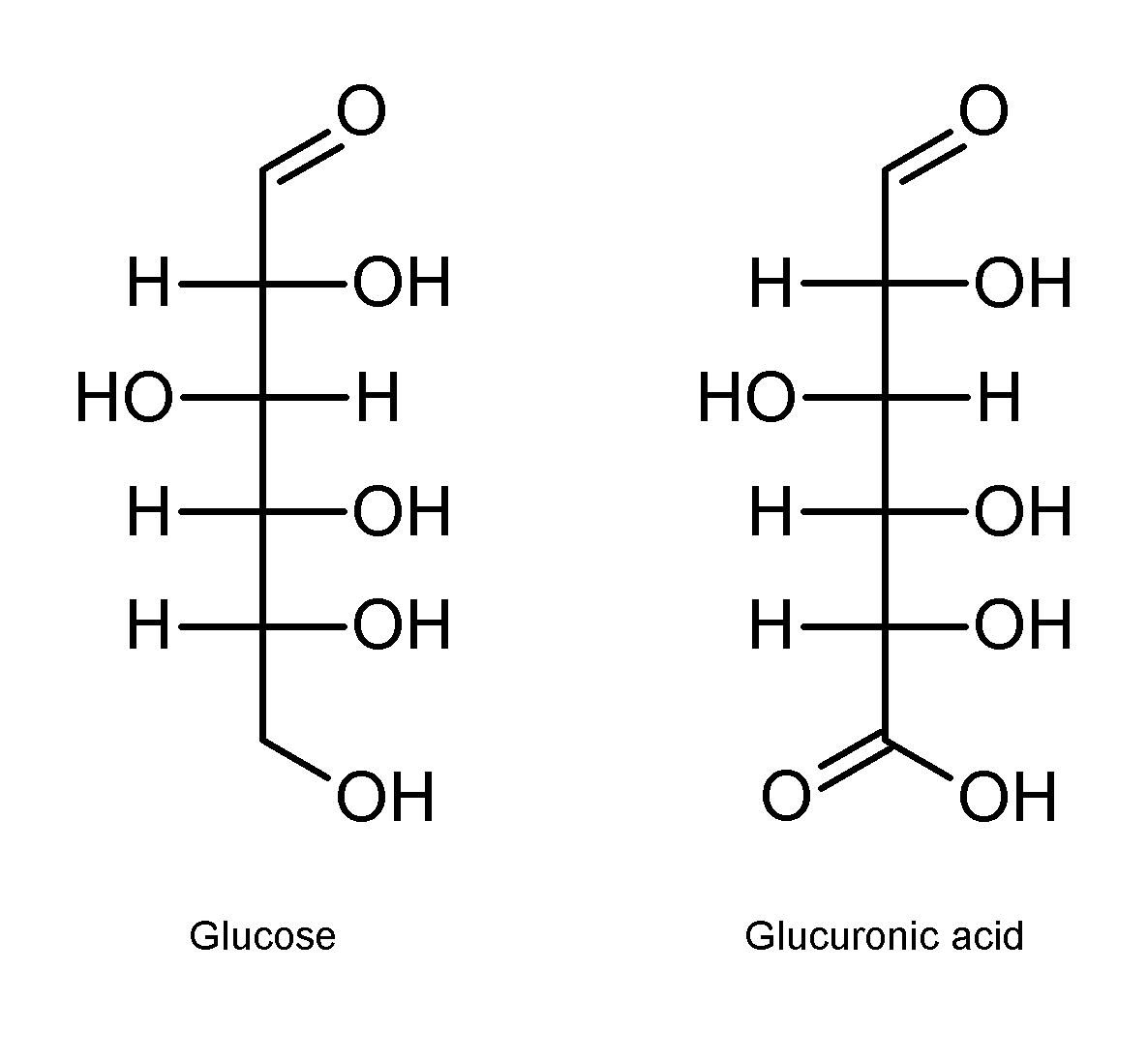
Fischerprojecties van glucose en glucuronzuur: de primaire hydroxylgroep van het onderste koolstofatoom is geoxideerd tot carbonzuurgroep.

De uronzuren vormen een klasse van suikerzuren met zowel een functionele carbonylgroep (−CHO) als een carbonzuurgroep (−COOH). In feite zijn het suikers waarbij de hydroxylgroep aan het uiteinde is geoxideerd tot een carbonzuurgroep. De namen van deze uronzuren zijn in de regel gebaseerd op de suikers waarvan ze afgeleid zijn. Zo is glucuronzuur afgeleid van glucose, en hexuronzuren van hexoses. Het zout van een uronzuur wordt 'uronaat' genoemd, bijvoorbeeld 'glucuronaat'.

## Andere suikerzuren
- Als oxidatie niet plaatsvindt aan het uiteinde van de hydroxylgroep maar aan het uiteinde met de aldehydgroep, dan ontstaat een aldonzuur;
- Als beide uiteinden geoxideerd zijn ontstaat een aldaarzuur.

## Voorbeelden van uronzuren
Sommige uronzuren hebben belangrijke biochemische functies. L-Iduronzuur (IdoA) is een bouwsteen van grotere biologische moleculen zoals glycosaminoglycanen en proteoglycanen. Lichaamsvreemde giftige stoffen en afvalstoffen worden vaak in de lever omgezet in uronzuren, omdat ze in die vorm beter in water opgelost kunnen worden en via de nieren uitgescheiden kunnen worden.